# Nicolas Pépé
Nicolas Pépé (ur. 29 maja 1995 w Mantes-la-Jolie) – iworyjski piłkarz francuskiego pochodzenia, występujący na pozycji napastnika w hiszpańskim klubie Villareal CF oraz w reprezentacji Wybrzeża Kości Słoniowej. Zwycięzca Pucharu Narodów Afryki 2023.

## Kariera klubowa

### Początki
Pépé rozpoczął swoją karierę jako bramkarz i do 14. roku życia występował w lokalnym klubie Solitaire Paris Est. Gdy jednak w sezonie 2012/13 rozpoczął swoją zawodową karierę w piątoligowym wówczas Poitiers, grał już w polu.

### Angers
W 2013 podpisał kontrakt z Angers, jednak swój pierwszy sezon w klubie spędził w rezerwach. 26 sierpnia 2014 zadebiutował w barwach klubu, zmieniając Yohanna Eudelinego w 73. minucie przegranego 1:2 meczu Pucharu Ligi Francuskiej z Arles-Avignon. W kolei w Ligue 2 po raz pierwszy wystąpił 21 listopada tego samego roku, wychodząc w podstawowym składzie na zremisowane 1:1 spotkanie z Ajaccio.
Sezon 2015/16 Pépé spędził na wypożyczeniu w Orléans i pomógł drużynie tej awansować do Ligue 2. Następnie powrócił on do Angers, wraz z którym dotarł do finału Pucharu Francji. W meczu tym wyszedł w podstawowym składzie, jednak jego zespół przegrał 0:1 z Paris Saint-Germain.

### Lille
21 czerwca 2017 Pépé podpisał pięcioletni kontrakt z Lille, które według nieoficjalnych informacji miało za niego zapłacić około 10 milionów euro. Transfer ten został przeprowadzony na życzenie ówczesnego trenera klubu, Marcelo Bielsy, który obejrzał materiały z każdego meczu Ligue 1, w którym Pépé dotychczas wystąpił. Sam Pépé opisywał Bielsę jako „wyjątkowego” i „świetnego trenera”. Sezon 2017/18 rozpoczął on jako napastnik, jednak po zamianie szkoleniowca na Christophe Galtiera został przesunięty na pozycję skrzydłowego. Na przestrzeni całych rozgrywek Pépé opuścił tylko dwa mecze, zdobywając w międzyczasie trzynaście bramek, jednak samo Lille ledwo uniknęło spadku.
15 września 2018 Pépé zdobył hat-tricka w wygranym 3:2 meczu ligowym z Amiens. Kilka dni później prezydent Lille, Gérard Lopez, potwierdził, iż FC Barcelona była jednym z klubów zainteresowanych transferem Pépé. 14 kwietnia 2019 zdobył on gola oraz zaliczył dwie asysty podczas wygranego 5:1 spotkania ligowego z Paris Saint-Germain. Sezon 2018/19 zakończył on z 22 bramkami na koncie, ustępując pod tym względem tylko Kylianowi Mbappé. Zanotował on także 11 asyst i został wybrany przez UNFP najlepszym zawodnikiem sezonu.
26 lipca 2019 ogłoszono, że oferta włoskiego klubu Napoli w wysokości 71,7 miliona funtów szterlingów została przyjęta. Jednakże dzień później zaakceptowano także ofertę angielskiego klubu Arsenal, która miała wynosić 72 miliony funtów szterlingów. Ostatecznie to sam Pépé miał zdecydować, gdzie woli się przenieść.

### Arsenal
1 sierpnia 2019 Pépé podpisał kontrakt z Arsenalem, zostając najdroższym piłkarzem w historii klubu. Według nieoficjalnych informacji Lille miało zarobić na tym transferze 72 miliony funtów szterlingów.
W Premier League zadebiutował 11 sierpnia w wygranym 0:1 meczu na wyjeździe z Newcastle wchodząc z ławki zmieniając w 71 minucie Reissa Nelsona

## Kariera reprezentacyjna
Pépé urodził się we Francji, jednak jego rodzice pochodzili z Wybrzeża Kości Słoniowej i to właśnie ten kraj zdecydował się on reprezentować. Pierwsze powołanie do drużyny narodowej otrzymał on w listopadzie 2016, ale cały bezbramkowo zremisowany mecz eliminacji do Mistrzostw Świata 2018 z Marokiem spędził na ławce rezerwowych. Oficjalny debiut zanotował trzy dni później, zastępując Maxa Gradela w 86. minucie zremisowanego 0:0 towarzyskiego spotkania z Francją.
Znalazł się w 23-osobwej kadrze powołanej przez Michela Dussuyera na Puchar Narodów Afryki 2017 w Gabonie. Na samej imprezie nie rozegrał jednak ani minuty, zaś Wybrzeże Kości Słoniowej odpadło w fazie grupowej
24 marca 2018 Pépé zdobył swoją pierwszą bramkę w reprezentacji. Miało to miejsce podczas zremisowanego 2:2 towarzyskiego meczu z Togo. Trzy dni później strzelił kolejnego gola, tym razem podczas wygranego 2:1 spotkania z Mołdawią.

## Statystyki kariery klubowej
(aktualne na dzień 15 stycznia 2023)
| Klub               | Sezon              | Liga                   | Liga  | Liga   | Puchar kraju | Puchar kraju | Puchar ligi | Puchar ligi | Europa | Europa | Inne  | Inne   | Suma  | Suma   |
| Klub               | Sezon              | Liga                   | Mecze | Bramki | Mecze        | Bramki       | Mecze       | Bramki      | Mecze  | Bramki | Mecze | Bramki | Mecze | Bramki |
| ------------------ | ------------------ | ---------------------- | ----- | ------ | ------------ | ------------ | ----------- | ----------- | ------ | ------ | ----- | ------ | ----- | ------ |
| Poitiers FC        | 2012/13            | Championnat National 3 | 9     | 2      | –            | –            | –           | –           | –      | –      | –     | –      | 9     | 2      |
| Angers SCO II      | 2013/14            | Championnat National 3 | 19    | 3      | –            | –            | –           | –           | –      | –      | –     | –      | 19    | 3      |
| Angers SCO II      | 2014/15            | Championnat National 3 | 22    | 6      | –            | –            | –           | –           | –      | –      | –     | –      | 22    | 6      |
| Angers SCO II      | Ogólnie            | Ogólnie                | 41    | 9      | 0            | 0            | 0           | 0           | –      | –      | –     | –      | 41    | 9      |
| Angers SCO         | 2014/15            | Ligue 2                | 7     | 0      | –            | –            | 1           | 0           | –      | –      | –     | –      | 8     | 0      |
| Angers SCO         | 2016/17            | Ligue 1                | 33    | 3      | 5            | 0            | 1           | 0           | –      | –      | –     | –      | 39    | 3      |
| Angers SCO         | Ogólnie            | Ogólnie                | 40    | 3      | 5            | 0            | 2           | 0           | –      | –      | –     | –      | 47    | 3      |
| US Orléans (wyp.)  | 2015/16            | Championnat National   | 29    | 7      | 2            | 1            | 1           | 0           | –      | –      | –     | –      | 32    | 8      |
| Lille OSC          | 2017/18            | Ligue 1                | 36    | 13     | 2            | 1            | –           | –           | –      | –      | –     | –      | 38    | 14     |
| Lille OSC          | 2018/19            | Ligue 1                | 38    | 22     | 3            | 1            | 1           | 0           | –      | –      | –     | –      | 42    | 23     |
| Lille OSC          | Ogólnie            | Ogólnie                | 74    | 35     | 5            | 2            | 1           | 0           | –      | –      | –     | –      | 80    | 37     |
| Arsenal            | 2019/20            | Premier League         | 31    | 5      | 5            | 1            | 0           | 0           | 6      | 2      | –     | –      | 42    | 8      |
| Arsenal            | 2020/21            | Premier League         | 29    | 10     | 2            | 0            | 3           | 0           | 13     | 6      | 0     | 0      | 47    | 16     |
| Arsenal            | 2021/22            | Premier League         | 20    | 1      | 0            | 0            | 3           | 2           | –      | –      | –     | –      | 23    | 3      |
| Arsenal            | Ogólnie            | Ogólnie                | 80    | 16     | 7            | 1            | 6           | 2           | 19     | 8      | 0     | 0      | 112   | 27     |
| OGC Nice (wyp.)    | 2022/23            | Ligue 1                | 16    | 6      | 1            | 0            | –           | –           | 6      | 2      | –     | –      | 23    | 8      |
| Ogólnie w karierze | Ogólnie w karierze | Ogólnie w karierze     | 289   | 78     | 20           | 4            | 10          | 2           | 25     | 10     | 0     | 0      | 344   | 94     |

## Statystyki kariery reprezentacyjnej
(aktualne na dzień 16 marca 2020)
| Reprezentacja            | Rok     |    | Występy | Gole |
| ------------------------ | ------- | -- | ------- | ---- |
| Wybrzeże Kości Słoniowej | 2016    | 1  | 0       |      |
| Wybrzeże Kości Słoniowej | 2017    | 6  | 0       |      |
| Wybrzeże Kości Słoniowej | 2018    | 4  | 3       |      |
| Wybrzeże Kości Słoniowej | 2019    | 9  | 2       |      |
| Ogólnie                  | Ogólnie | 20 | 5       |      |

| 1. | 24 marca 2018        | Beauvais, Francja                 | Togo                          | 1:0 | 2:2 | mecz towarzyski                |
| 2. | 24 marca 2018        | Beauvais, Francja                 | Togo                          | 2:0 | 2:2 | mecz towarzyski                |
| 3. | 27 marca 2018        | Beauvais, Francja                 | Mołdawia                      | 2:0 | 2:1 | mecz towarzyski                |
| 4. | 23 marca 2019        | Abidżan, Wybrzeże Kości Słoniowej | Rwanda                        | 1:0 | 3:0 | el. Pucharu Nardów Afryki 2019 |
| 5. | 13 października 2019 | Amiens, Francja                   | Demokratyczna Republika Konga | 2:0 | 3:1 | mecz towarzyski                |

## Sukcesy

### Indywidualne
- Drużyna roku w Ligue 1: 2018/19
- Gracz sezonu w Lille: 2018/19